# Virginia Jetzt!
Virginia Jetzt! war eine deutschsprachige Indie-Pop-Band aus Brandenburg, gegründet im April 1999 in Elsterwerda. Zum Ende 2010 löste sich die Gruppe auf.

## Geschichte
Bekannt wurde die Band durch eine Demo-CD, die beim Berliner Jugendradiosender Fritz einging und dort gespielt wurde. Daraufhin erschien beim Label Blickpunkt Pop die EP Mein Sein, die in der Indie-Pop-Szene eine hohe Bekanntheit erreichte. Regisseur Benjamin Quabeck drehte für sie das erste Musikvideo und tat dies fortan auch bei allen weiteren Singles der Band. Virginia Jetzt! fand auf ihren Tourneen schnell zahlreiche Fans.
Beim Label Motor Music (zur Universal Music Group gehörend) erschienen 2003 das erste Album Wer hat Angst vor Virginia Jetzt! (in Anlehnung an das Theaterstück Wer hat Angst vor Virginia Woolf? von Edward Albee) sowie zwei Single-Auskopplungen. Von Anfang Mai bis Anfang August ging es daraufhin auf Tour durch Deutschland (mit Österreich-Abstechern), wobei neben den Clubauftritten auch Festivaltermine wahrgenommen wurden. Bereits 2004 folgte das stärker Pop-orientierte Album Anfänger und erreichte Platz 17 der deutschen Album-Charts. Als bis dato erfolgreichste Single-Auskoppelung erreichte Ein ganzer Sommer Platz 28.
Nachdem im September 2003 eine Diskussion wegen möglicher Nationalismusvorwürfe – ausgelöst von der Band Mia. – die gesamte deutsche Musikszene in Aufruhr versetzte, war auch Virginia Jetzt! von diesen Vorwürfen betroffen, da die Band zu Mia. freundschaftliche Kontakte pflegte und die Bands auch gemeinsam musiziert hatten. Auslöser dieser Vorwürfe war die Textzeile Das ist mein Land, meine Menschen aus dem Stück Liebeslieder, das auf dem Album Anfänger veröffentlicht worden war. Die Band wies die Anschuldigungen jedoch vehement zurück, unter anderem auch unter Hinweis auf die völlig aus dem Zusammenhang gelöste Verwendung des Zitats, das wiederum ein Zitat aus Randy Newmans My Country darstellt.
2004 wurde Virginia Jetzt! vom Goethe-Institut für zehn Tage nach Russland eingeladen, um fünf über das Land verteilte Konzerte zu spielen. Das Lied Himmel über Berlin wurde in der Landessprache dargeboten.
Im Jahr 2005 nahm Virginia Jetzt! an Stefan Raabs Bundesvision Song Contest für ihr Heimatland Brandenburg teil und erreichte mit dem Titel Wahre Liebe den achten Platz.
Am 27. Januar 2007 erschien das Album Land unter. Im März 2007 folgte die „Land Unter Tour“ durch ganz Deutschland – einige Konzerte fanden in Österreich statt. Im Sommer 2007 konnte man Virginia Jetzt! mehrmals auf Festivals sehen. Sie trat unter anderem auf dem Hurricane Festival, dem Bochum Total, dem Melt und dem Immergut auf und war viermal bei der MDR Jump Arena zu Gast. Am 12. Oktober 2007 erschien die Single Einfach die Liebe in digitaler Form.
Nach der „Land Unter Tour“ nahm Virginia Jetzt! die Arbeit an ihrem letzten Album auf. Aus diesem Grund spielte sie 2008 lediglich ein Live-Konzert. Das Album Blühende Landschaften wurde Ende August 2009 veröffentlicht. Es entstand in Zusammenarbeit mit Stefan Zauner von der Münchener Freiheit, der als Gastsänger und Arrangeur mitwirkte. Im Mai 2010 gab die Band ihre Auflösung bekannt. Im Oktober desselben Jahres folgte ihre Abschiedstournee mit bekannten Wegbegleitern wie Juli, Fettes Brot, Klee oder Madsen. Ihr letztes Konzert gab Virginia Jetzt! am 22. Oktober 2010 im Admiralspalast in Berlin. Parallel dazu wandelte die Band ihre offizielle Website in ein Erinnerungsalbum um.

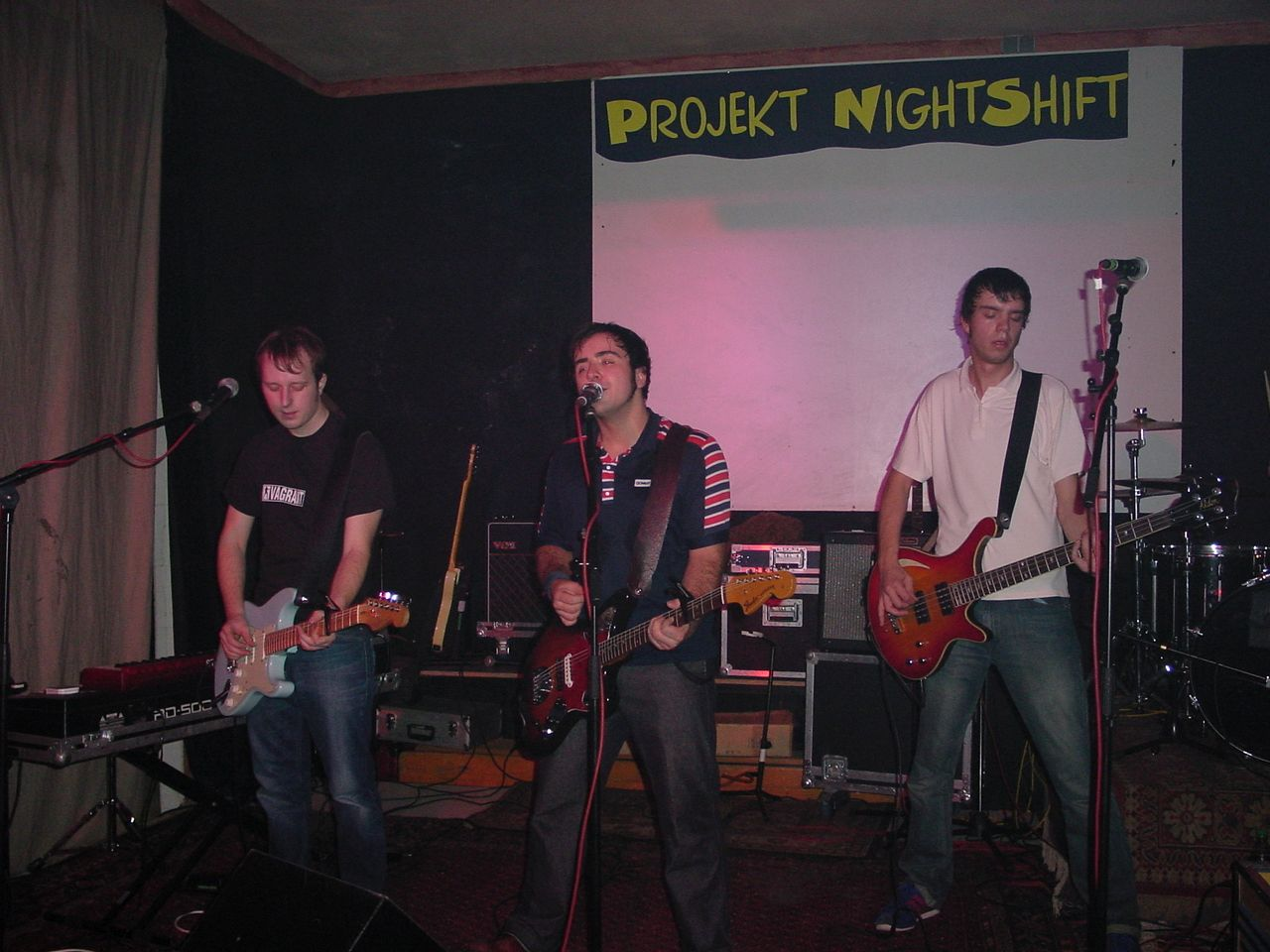
Virginia Jetzt! während eines Auftritts in Worms (2003)

## Name
Der Name der Band geht zurück auf eine Anekdote, der zufolge der Pianist Thomas Dörschel kurz nach Gründung der Band ein Mädchen mit Namen Virginia kennengelernt und sie zu einem Auftritt der jungen Band beim Immergut Festival eingeladen hatte. Damit diese sich auf dem Weg zum Auftritt nicht verlaufe, seien Schilder mit der Aufschrift Virginia Jetzt abbiegen! und Richtungspfeilen gemalt und in Neustrelitz aufgehängt worden. Das Mädchen habe letztendlich kein Interesse an dem Auftritt gehabt. In einem Interview im Jahr 2003 gab Mathias Hielscher jedoch an, dass diese Geschichte „extrem ausgedacht“ sei.

## Stil
Charakteristisch für den Stil von Virginia Jetzt! sind die harmonischen und teilweise choralen Popstücke, die sich um Grundthemen wie Liebe, Sehnsucht, Jugend und Musik drehen.
Prägend für die Stücke der Band ist die Stimme des Sängers Nino Skrotzki, die bisweilen durch Piano oder Keyboardklänge des Liedschreibers Thomas Dörschel unterstützt wird. Im zweiten, insgesamt poplastigeren Album hört man vor allem den Einfluss des von Dörschel sehr geschätzten amerikanischen Songwriters Ben Folds deutlich heraus.
2004 schrieb die Frankfurter Rundschau, Virginia Jetzt! habe „das Image als Schnulzen-Combo des deutschen Indie-Pop […] regelrecht verinnerlicht“. Die Musiker würden „es mit Hingabe und einer gewissen Selbstironie pflegen“.

## Diskografie

### Alben
- Virginia jetzt! (Demo, 2000)
- Pophymnen (Vinyl, 2001)
- Wer hat Angst vor Virginia Jetzt! (2003)
- Anfänger (2004)
- Anfänger Tour Edition (2005)
- Anfänger Tour d’amour (2005, digital)
- Land unter (2007)
- Blühende Landschaften (2009)

### Singles und EPs
- Mein Sein (2002, EP und Single)
- Von guten Eltern (2003, Single)
- Dreifach Schön (2003, Single)
- Weihnachts-CD (2003, EP)
- Ein ganzer Sommer (2004, Single)
- Das ganz normale Leben (2004, Single)
- Wahre Liebe (2005, Single)
- Bitte bleib nicht, wenn Du gehst (2006, EP und Single)
- Mehr als das (2007, Single)
- Live @ Bochum Total (2007, Live-EP, digital)
- Einfach die Liebe (2007, Single, digital)
- Dieses Ende wird ein Anfang sein (2009, Single, digital)

### Kollaboration
- Mieze Katz von MIA. singt im Lied Annabel sagt auf der Demo-CD sowie in den Liedern Das beste für Alle und Dreifach schön auf dem Album Wer hat Angst vor Virginia Jetzt!?.
- Im Song Hier zu sein singt Francesco Wilking von Tele die Hintergrundstimme.
- Suzie von Klee singt im Lied Leisegehen auf dem Album Blühende Landschaften.